# Curiosamuseum
Het Curiosamuseum was een museum in de Belgische plaats Heule (provincie West-Vlaanderen), opgericht door Antoon Vanneste (Geluwe, 10 februari 1915). Het was gevestigd in de Peperstraat 24 en hield op te bestaan toen stichter-conservator Antoon Vanneste op 6 november 2001 overleed.

## Geschiedenis
De oorsprong van het curiosamuseum gaat terug tot 1963, toen Antoon bij het opruimen van de zolder van zijn woonst in de Peperstraat enkele voorwerpen ontdekte uit de herberg “Au Lion d’Or”, die vroeger in het huis gevestigd was. Antoon ontbood de “oudijzermarchand”, maar die liet te lang op zich wachten, en dus begon hij een paar stukken op te poetsen en tussen zijn verzameling opgezette vogels te plaatsen. Het resultaat beviel hem wel, en van het een kwam het ander. Stilaan werd de ene na de andere kamer in het huis ingepalmd met nieuwe stukken.
Het is vrijwel onmogelijk op te sommen wat Antoon in de loop der jaren verzamelde. Alles wat moeilijk te vinden is, of uniek in zijn soort, interesseerde hem. Opmerkelijk zijn de 2 grote domeinen in de verzameling: muziek en militaria. Muziek was altijd de grote passie van Antoon. Dankzij zijn interesse en vaardigheid slaagde hij er in om vele oude defecte instrumenten terug speelklaar te maken. De militaire voorwerpen waren niet zozeer te wijten aan de krijgshaftige ingesteldheid van de conservator, maar kwamen voort uit de twee wereldoorlogen die een belangrijke rol speelden in zijn leven: tijdens de eerste werd hij geboren, en tijdens de tweede huwde Antoon met Antoinette De Lombaerde.

## Collectie

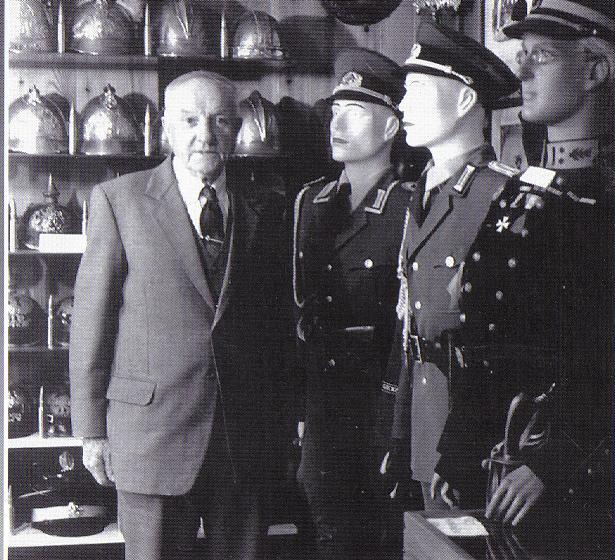
Antoon Vanneste

Een korte (onvolledige) opsomming van de collectie:
- militaire helmen uit België, Duitsland, Oostenrijk, Spanje, VS, Rusland e.a.;
- Honderden obussen, sabels, geweren, uniformen, kostuums, ridderharnassen
- een Duits en Amerikaans legervliegtuig die in de tuin opgesteld waren, evenals Amerikaanse, Britse en Franse legervoertuigen, en enkele oude motorfietsen uit de Tweede Wereldoorlog;
- een unieke verzameling muziekinstrumenten met o.a.:
  - een honderdtal accordeons, waaronder het grootste ter wereld (zie foto), afkomstig uit Italië en 1,9 m hoog;
  - 15 oude draaiorgels;
  - zeldzame muziekdozen;
  - mechanische piano’s en pianola’s;
  - oude exemplaren van vrijwel alle bestaande muziekinstrumenten;
- honderden grote en kleine horloges en staande klokken;
- een verzameling opgezette dieren waaronder de ‘grootste tijger ter wereld’ en de ‘grootste rat ter wereld’;
- een gereconstrueerd oud herberginterieur (Au Lion d’Or), een oud winkelinterieur, een oude klompenmakerij.